# William Cavendish, 6. Duke of Devonshire

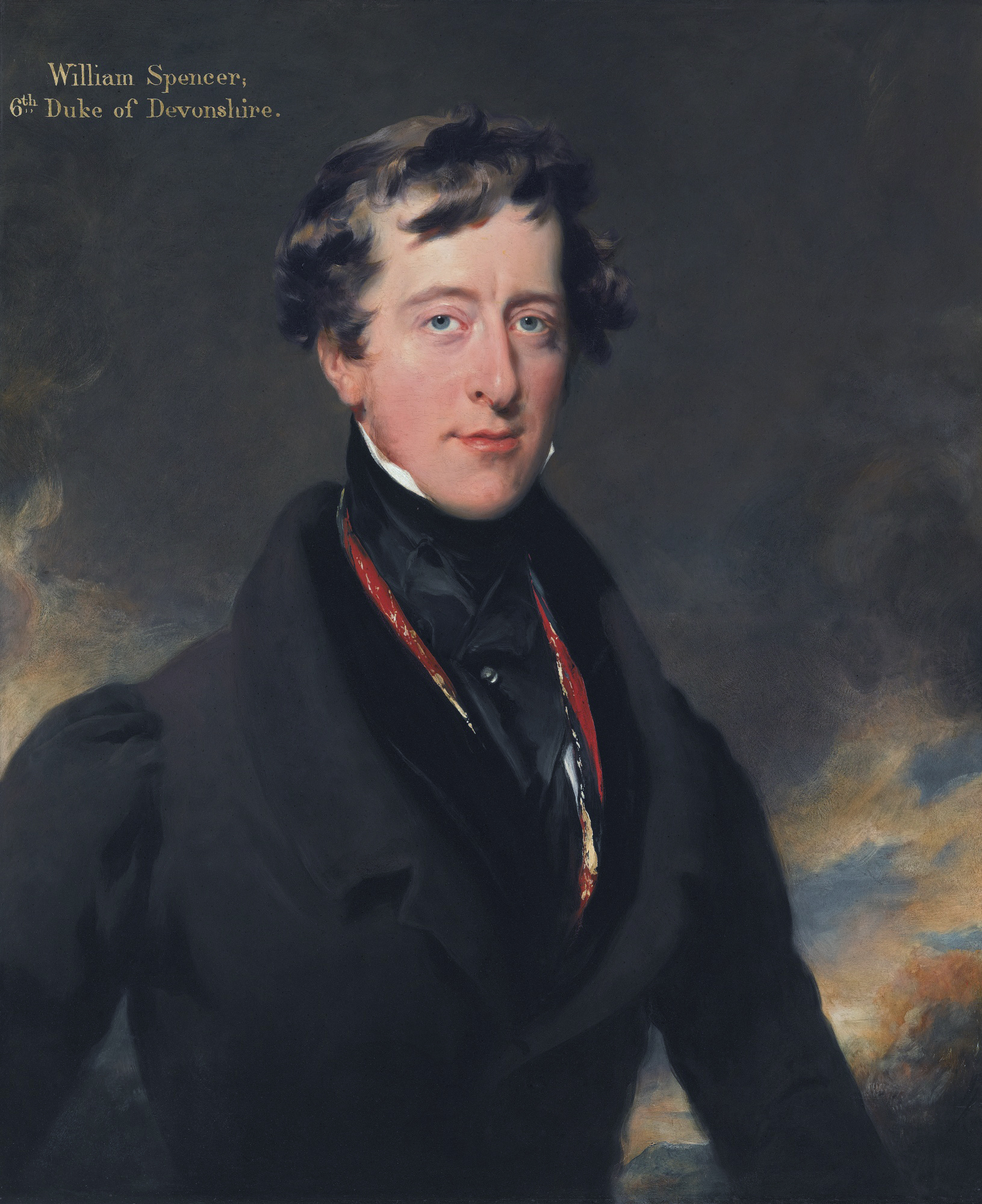
William Cavendish, 6. Duke of Devonshire (Ölgemälde von Thomas Lawrence)

William George Spencer Cavendish, 6. Duke of Devonshire KG PC, (* 21. Mai 1790 in Paris; † 18. Januar 1858 in Hardwick Hall) war ein britischer Peer und Politiker der liberalen Whig-Partei. Bekannt als der Bachelor Duke, der „Junggesellen-Herzog“, war er von 1827 bis 1828 und von 1830 bis 1834 Lord Chamberlain of the Household. In seiner Mischung aus Großzügigkeit und Freigiebigkeit sowie Vornehmheit bei gleichzeitiger Verbundenheit mit den einfachen Menschen galt Cavendish späteren Biografen als Prototyp eines alt-englischen Landedelmanns. Unter seiner Ägide führte Joseph Paxton zahlreiche Baumaßnahmen in seinem Besitz durch.

## Leben
Sein Vater William, 5. Duke of Devonshire, heiratete 1774 Lady Georgiana Spencer. Nach den beiden Töchtern Georgiana (1783–1858) und Harriet Elizabeth (1785–1862) kam William als drittes Kind und Stammhalter 1790 in Paris zur Welt. Die Eltern lebten schon seit der Geburt der ersten Tochter in einer Ménage-à-trois mit Elizabeth Hervey zusammen, die Vater William nach dem Tod seiner ersten Frau 1809 heiratete und mit der er zwei weitere Kinder bekam. So wuchs der Junge in einem sehr libertären Umfeld auf.
Als Heir apparent seines Vaters führte den Höflichkeitstitel Marquess of Hartington, von dem sich sein damaliger Spitzname „Hart“ ableitete. Schon früh verließ er das Elternhaus und ging zunächst auf das Internat Harrow School und studierte anschließend am Trinity College der Universität Cambridge. Bereits 21-jährig erbte er 1811 den riesigen, mehr als 800 km² großen Grundbesitz seines Vaters in Südengland, sowie dessen Adelstitel als Duke of Devonshire. Seine Mutter war bereits 1806 gestorben. Mit zum Erbe gehörten acht Landhäuser. Aufgrund der Adelstitel wurde er auch Mitglied des House of Lords. Im Parlament engagierte er sich gegen die Katholikenemanzipation und folgte der Tradition seiner Familie, indem er das Amt des Vorsitzenden der Whig-Partei bekleidete. Auch andere politische Forderungen trug er mit, wie die Abschaffung der Sklaverei und die Verkürzung der Arbeitszeiten von Kinderarbeitern.
Von 1811 und 1858 war er Lord Lieutenant von Derbyshire. Bei der Krönung König Georgs IV. 1821 trug er den Reichsapfel. 1826 nahm er als britischer Sonderbotschafter in Russland an der Krönung Zar Nikolaus I. teil. Seit 1827 war er Mitglied des britischen Kronrates (Privy Council) und im selben Jahr wurde er als Knight Companion in den Hosenbandorden aufgenommen. Vom 5. Mai 1827 bis 21. Januar 1828 und vom 22. November 1830 bis 14. November 1834 hatte er das Amt des Lord Chamberlain of the Household inne. Trotz seiner seit frühesten Kindheitstagen zunehmenden Taubheit galt er als Mittelpunkt gesellschaftlichen Lebens und war Anziehungspunkt der Aristokratie Südenglands. William war auch für seinen hohen Stand sehr wohlhabend, hatte ein tiefes Verständnis kulturellen Erbes und interessierte sich sehr für bildende Kunst und Literatur. 1812 kaufte er für 10.000 Pfund die Bibliothek des Bischofs von Ely und 1821 die Sammlung dramatischer Werke von John Kemble. Die meisten der Gemälde, die seine Anwesen Devonshire House und Chiswick schmückten, hängen heute in der Long Gallery von Chatsworth House.
Seine Taubheit schränkte ihn aber im Laufe seines Lebens mehr und mehr ein und führte dazu, dass er im Alter vereinsamte. William war nie verheiratet und blieb kinderlos, weswegen er als Bachelor Duke, als „Junggesellen-Herzog“ bezeichnet wurde.

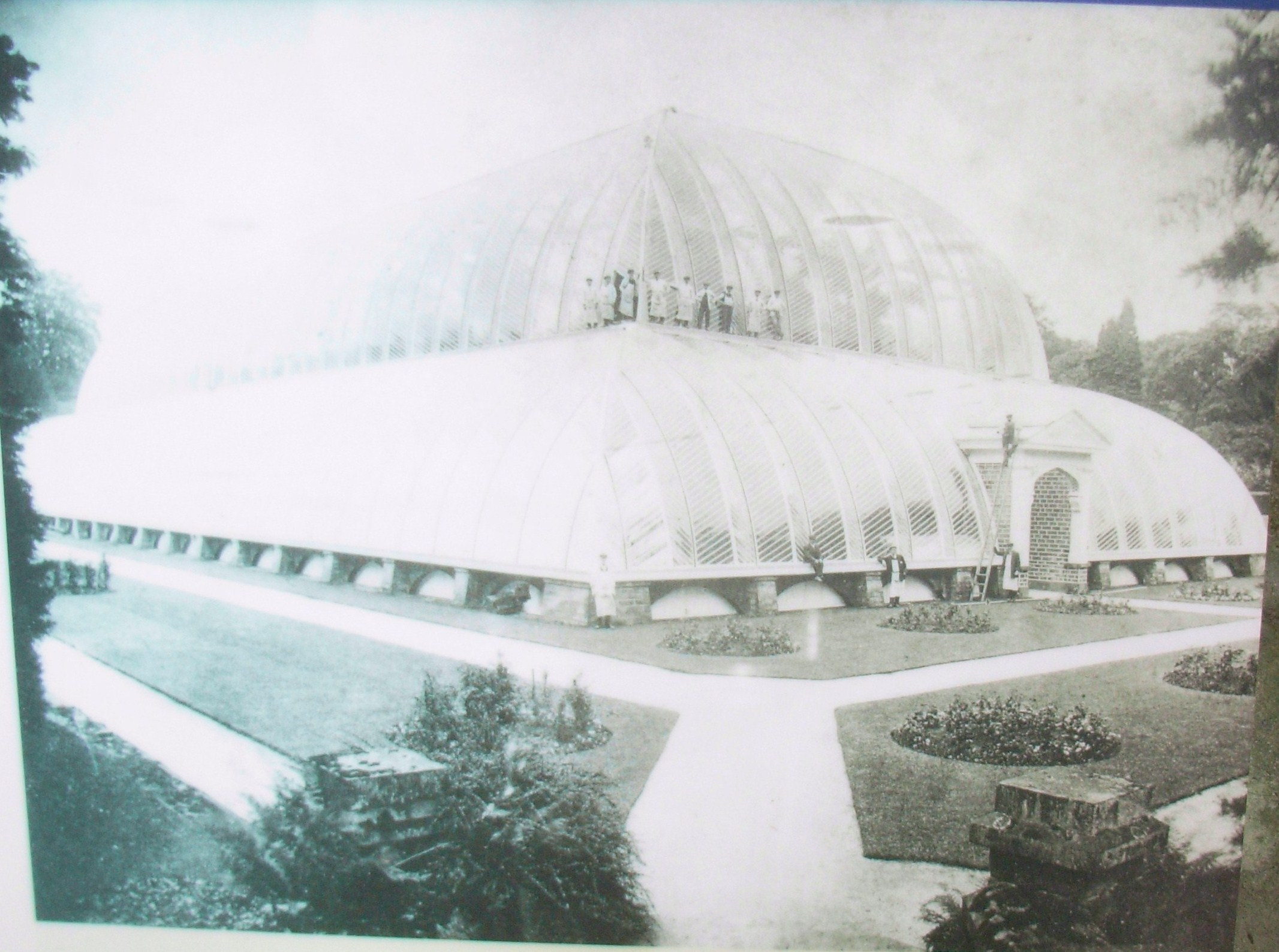
Chatsworth Garden, „Great Conservatory“, Heimat seiner Palmenzucht.

Weiterhin engagierte sich William in der Architektur und der Gartenkunst. Von der Royal Horticultural Society warb er 1826 Joseph Paxton ab, der erst in den frühen 20er-Lebensjahren stand, und ernannte ihn zu seinem Chef-Gärtner. Mit ihm zusammen entwarf und baute er in Chatsworth das 84 mal 20 Meter Große Konservatorium, ein langgestrecktes Glashaus und Vorbild des späteren Crystal Palace im Londoner Hyde Park. 1838 wurde er als Nachfolger des langjährigen Amtsinhabers Thomas Andrew Knight zum Präsidenten der Royal Horticultural Society gewählt und hatte dieses Amt zwanzig Jahre bis zu seinem Tod inne. Eine großzügige Spende ermöglichte es 1836, die beiden Kulturinstitutionen Derby Town and County Museum und Natural History Society zum Derby Museum and Art Gallery zusammenzuschließen, dessen Ehrenvorsitz er einnahm.
Als er 1858 starb, fiel sein Titel Baron Clifford in Abeyance zwischen seinen beiden Schwestern, während der Titel Duke of Devonshire nebst den übrigen nachgeordneten Titeln an seinen Cousin William Cavendish, 2. Earl of Burlington fiel.

## Züchtungserfolge mit Bananen
Zu Williams Interesse an der Gartenkunst gehörten auch Züchtungserfolge in seinem Gewächshaus. Es war wiederum Paxton, dem es gelang, eine William geschenkte Bananenpflanze zu kultivieren und zu vermehren. Bis dahin waren noch keine Zuchtversuche im Vereinigten Königreich unternommen worden, doch Paxton beschäftigte sich eingehend mit der Pflanze, bestimmte sie und gab ihr den Namen Musa cavendishii. Über hundert Jahre später erst wurde der Mythos gelüftet, als ans Tageslicht kam, dass die in dieser Zeit in Chatsworth gezüchteten Bananen auf die Zuchterfolge Paxtons zurückgingen. Bei Renovierungsarbeiten in den 1920er- und 1930er-Jahren kamen seine handschriftlichen Aufzeichnungen ans Tageslicht. 1836 sandte Paxton eine Bananenstaude aus dem Gewächshaus von Chatsworth zur Horticultural Societys Show, die dort eine Sensation auslöste und Paxton die Knighton Silver Medal bescherte.
Einige Jahre später verschickte William zwei seiner Pflanzen an einen Missionar in Samoa, von denen nur eine Pflanze die Reise überlebte. Diese Bananenpflanze war der Grundstock einer umfangreichen Bananenplantage in diesem Land. In den Archivalien von Chatsworth sind Dokumente erhalten, die belegen, dass wahrscheinlich 1853 weitere Musa cavendishii in den pazifischen Raum gelangten. Für 1855 ist eine Lieferung an die Kanarischen Inseln nachgewiesen. Heute stammen alle wirtschaftlich erfolgreichen Bananen von dieser einen Pflanze ab, nachdem die Bestände der bis in die 1950er Jahre dominierenden Sorte Gros Michel durch die Panama-Krankheit größtenteils vernichtet wurden. Untersuchungen zeigten, dass alle anderen Bananen genomisch so weit von Musa cavendishii entfernt sind, dass diese als eigene Sorte bezeichnet werden muss. Inzwischen hat sich diese Züchtung mit vergleichsweise geringer Krankheitsanfälligkeit und relativ dünner Schale zur im Handel dominierenden Sorte entwickelt. Praktisch alle heute verkauften Bananen sind von der Sorte Musa cavendishii.
Auch für die Kiefernart Pinus devoniana gilt William als Namenspate.